# FC Baník Ostrava
FC Baník Ostrava là một câu lạc bộ bóng đá đến từ cộng đồng người Silesia của thành phố Ostrava, Cộng hòa Séc. Đội bóng ra đời vào năm 1922 với cái tên SK Slezská Ostrava, Baník đã giành nhiều danh hiệu vô địch quốc gia và quốc tế.

## Lịch sử hoạt động

### Thành lập và lịch sử đến năm 1937
Câu lạc bộ được thành lập vào ngày 8 tháng 9 năm 1922 với cái tên SK Slezská Ostrava, khi 20 nhà hoạt động ký thỏa thuận thành lập đội bóng tại nhà hàng U Dubu. Những người ký tên hầu hết là thợ than nghèo đến từ vùng khai thác than Kamenec tại Ostrava. Những người sáng lập là Karel Aniol, Arnošt Haberkiewicz, Petr Křižák, František Mruzek và Jaroslav Horák.
SK Slezská Ostrava là một câu lạc bộ nghèo, phải đi quyên tiền để gây quỹ cho đội bóng là mối quan tâm chung. Đội bóng không có sân riêng và buộc phải mượn sân của những câu lạc bộ giàu có để thi đấu. Sân bóng đầu tiên của đội ra đời vào mùa thu năm 1925 tại Kamenec. Tuy nhiên mặt sân cứng và không đáp ứng tiêu chuẩn của các quan chức bóng đá. Năm 1934 các nhà hoạt động của câu lạc bộc đã mượn được thành công vùng đất Stará střelnice từ một tài phiệt giàu có trong vùng là Bá tước Wilczek. Trong mùa hè năm 1934 một sân mới được xây dựng ở đó. Nhiều công nhân đã tình nguyện giúp xây sân miễn phí. Các công nhân và thợ mỏ thường đến sân trực tiếp sau các ca làm để xây sân.
SK Slezská Ostrava bắt đầu tranh tài cùng các đội bóng khác tại hệ thống giải vào mùa xuân 1923. Đội bóng bắt đầu ở giải hạng thấp nhất là (III. třída župy) rồi được thăng hạng lên hạng đấu cao hơn cùng năm đó. Tuy nhiên câu lạc bộ phải mất chút thời gian để lên hạng đấu cao nhất của bóng đá Tiệp Khắc. Năm 1934 câu lạc bộ được thăng lên giải Moravian-Silesian, một trong những giải đấu cao nhất của đất nước. Thành tích thăng hạng giúp SK Slezská Ostrava trở thành đội bóng nổi tiếng trong thành phố và lượng người quan tâm ngày càng tăng. Trận derby năm 1935 của Slovan Ostrava được theo dõi tại Stará střelnice bởi 5.400 khán giả.

## Cổ động viên

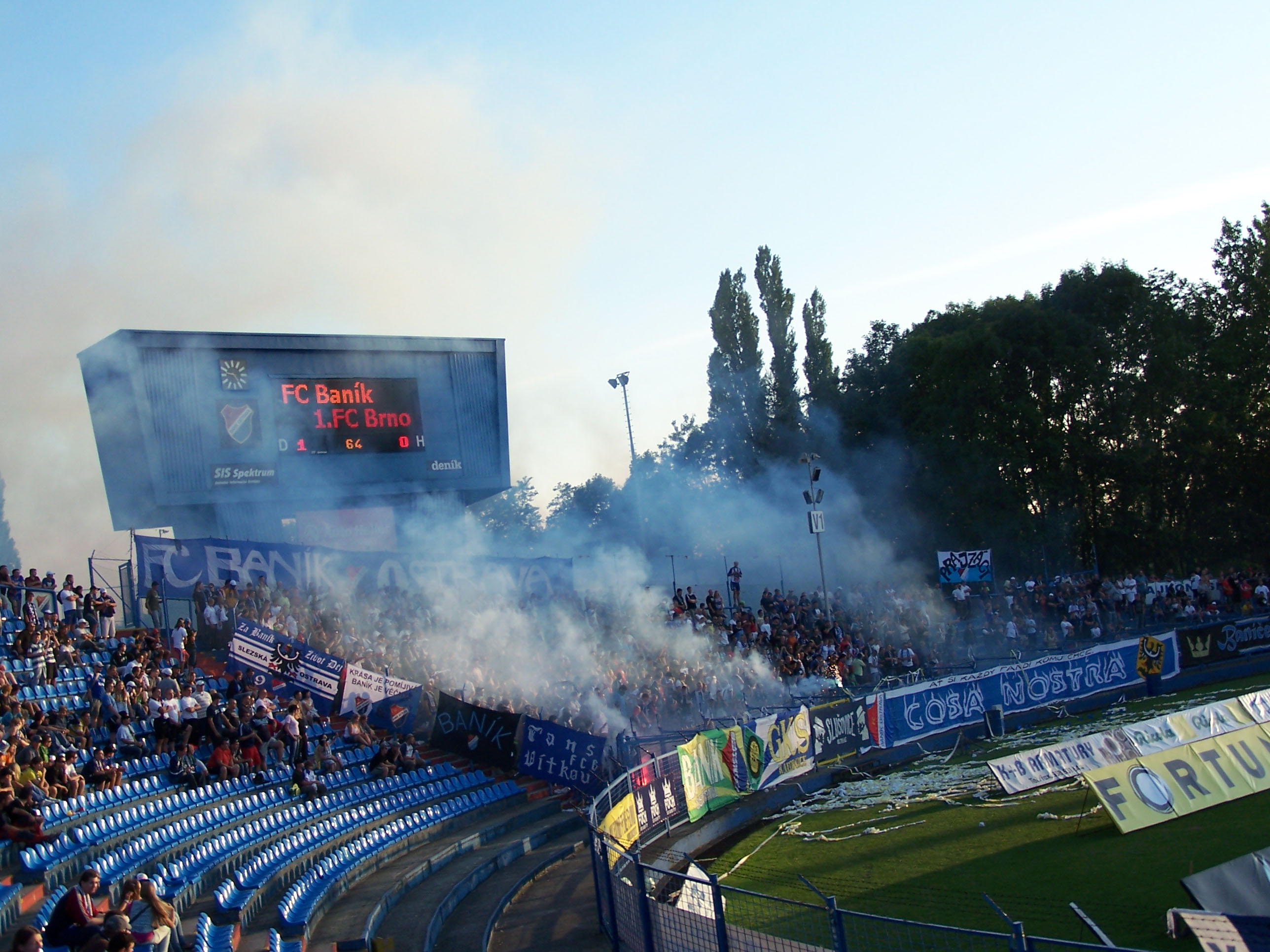
Cổ động viên đội bóng trong trận sân nhà gặp 1. FC Brno

Cuối thập niên 2000 Baník có lượng khán giả đến sân cao nhất giải bóng đá vô địch quốc gia Séc.
Các cổ động viên Ultra của Baník tự gọi họ là Chachaři, nghĩa là "những chàng trai hư hỏng" theo tiếng địa phương. Một vài bài hát của các ultra có lời thể hiện sự tự hào, không chỉ mỗi hát mà còn sẵn sàng chiến đầu vì đội bóng của họ. Các ultra của Baník có tình bạn tốt qua nhiều năm, vào năm 2006 họ đã tổ chức lễ kỷ niệm 10 năm tình bạn với cổ động viên của câu lạc bộ ở giải hạng 2 Ba Lan, GKS Katowice. Lễ kỷ niệm được tổ chức với hình thức một trận đấu giữa hai bên, do ban lãnh đạo của các câu lạc bộ tổ chức. Trận đấu diễn ra tại sân vận động của GKS, suốt 90 phút cổ động viên mỗi bên hát lên ca khúc cho đội của họ. Cuối trận, cả hai bên người hâm mộ đã trèo qua hàng rào kim loại để chạy vào sân khi tiếng còi kết trận vang lên nhằm ôm nhau và trao đổi khăn quàng.

## Cầu thủ

### Đội hình hiện tại
Tính đến 30 tháng 1 năm 2021.
Ghi chú: Quốc kỳ chỉ đội tuyển quốc gia được xác định rõ trong điều lệ tư cách FIFA. Các cầu thủ có thể giữ hơn một quốc tịch ngoài FIFA.
| Số | VT | Quốc gia     | Cầu thủ                         |
| -- | -- | ------------ | ------------------------------- |
| 1  | TM | Cộng hòa Séc | Radovan Murin                   |
| 2  | TĐ | Nigeria      | Muhamed Tijani                  |
| 5  | TV | Cộng hòa Séc | Adam Jánoš                      |
| 6  | TV | Cộng hòa Séc | Daniel Tetour                   |
| 7  | HV | Cộng hòa Séc | Martin Fillo                    |
| 8  | TV | Cộng hòa Séc | Jakub Drozd                     |
| 9  | TV | Cộng hòa Séc | David Buchta                    |
| 11 | TV | Serbia       | Nemanja Kuzmanović              |
| 14 | TV | Tây Ban Nha  | Pepe Mena                       |
| 15 | HV | Cộng hòa Séc | Patrizio Stronati               |
| 16 | TM | Cộng hòa Séc | Jan Laštůvka                    |
| 17 | HV | Gambia       | Muhammed Sanneh (mượn từ Paide) |

| Số | VT | Quốc gia     | Cầu thủ         |
| -- | -- | ------------ | --------------- |
| 18 | TĐ | Cộng hòa Séc | Tomáš Zajíc     |
| 20 | HV | Cộng hòa Séc | Jakub Pokorný   |
| 21 | TV | Cộng hòa Séc | Daniel Holzer   |
| 22 | TV | Cộng hòa Séc | Filip Kaloč     |
| 23 | HV | Cộng hòa Séc | Jaroslav Svozil |
| 24 | HV | Cộng hòa Séc | Jan Juroška     |
| 25 | HV | Cộng hòa Séc | Jiří Fleišman   |
| 30 | TM | Slovakia     | Viktor Budinský |
| 31 | TĐ | Cộng hòa Séc | Ondřej Šašinka  |
| 33 | TV | Cộng hòa Séc | Roman Potočný   |
| 77 | HV | Hà Lan       | Gigli Ndefe     |
| 91 | TV | Brasil       | Dyjan           |

### Cho mượn
Ghi chú: Quốc kỳ chỉ đội tuyển quốc gia được xác định rõ trong điều lệ tư cách FIFA. Các cầu thủ có thể giữ hơn một quốc tịch ngoài FIFA.
| Số | VT | Quốc gia     | Cầu thủ                               |
| -- | -- | ------------ | ------------------------------------- |
| —  | HV | Cộng hòa Séc | Denis Granečný (tại FC Emmen)         |
| —  | TV | Cộng hòa Séc | Robert Hrubý (tại FK Jablonec)        |
| —  | TV | Cộng hòa Séc | Rudolf Reiter (tại FC Zbrojovka Brno) |
| —  | TV | Cộng hòa Séc | Lukáš Kania (tại SFC Opava)           |

| Số | VT | Quốc gia     | Cầu thủ                             |
| -- | -- | ------------ | ----------------------------------- |
| —  | TV | Cộng hòa Séc | Jakub Bolf (tại Fotbal Třinec)      |
| —  | HV | Cộng hòa Séc | Josef Celba (tại Fotbal Třinec)     |
| —  | TV | Cộng hòa Séc | Roman Holiš (tại Táborsko)          |
| —  | TM | Cộng hòa Séc | Lumír Číž (tại FC Vysocina Jihlava) |

## Kỷ lục cầu thủ tại giải vô địch quốc gia Séc
Tính đến 30 tháng 1 năm 2021.
In đậm tên cầu thủ trong đội hình chính.
| #  | Tên           | Số trận |
| -- | ------------- | ------- |
| 1  | Martin Lukeš  | 316     |
| 2  | René Bolf     | 235     |
| 3  | Radek Slončík | 214     |
| 4  | Martin Čížek  | 187     |
| 5  | David Bystroň | 183     |
| 6  | Jan Laštůvka  | 166     |
| 7  | Libor Žůrek   | 165     |
| 8  | Pavel Besta   | 163     |
| 9  | Milan Baroš   | 158     |
| 10 | Tomáš Marek   | 156     |

| #  | Tên            | Số bàn thắng |
| -- | -------------- | ------------ |
| 1  | Milan Baroš    | 45           |
| 2  | Martin Lukeš   | 42           |
| 2  | Václav Svěrkoš | 42           |
| 4  | Petr Samec     | 27           |
| 4  | Martin Čížek   | 27           |
| 6  | Mario Lička    | 25           |
| 7  | René Bolf      | 24           |
| 7  | Lukáš Magera   | 24           |
| 9  | Libor Žůrek    | 23           |
| 10 | Adam Varadi    | 21           |

### Giữ sạch lưới nhiều nhất
| # | Tên          | Số trận giữ sạch lưới |
| - | ------------ | --------------------- |
| 1 | Jan Laštůvka | 59                    |
| 2 | Vít Baránek  | 46                    |
| 3 | Petr Vašek   | 31                    |

## Huấn luyện viên
| - Glass (1923–35) - Karel Nenál (tháng 2 năm 1936 – tháng 9 năm 1936) - Karel Böhm (tháng 9 năm 1936 – tháng 2 năm 1937) - Karel Hromadník (tháng 2 năm 1937 – tháng 9 năm 1937) - Ladislav Holeček (tháng 10 năm 1937 – tháng 12 năm 1937) - Vilém Lugr (tháng 1 năm 1938) - Karel Böhm (tháng 1 năm 1938 – tháng 3 năm 1938) - Karel Texa (tháng 3 năm 1938 – tháng 4 năm 1938) - Karel Böhm (tháng 4 năm 1938 – tháng 6 năm 1938) - Zdeněk Stefflik (tháng 7 năm 1938 – tháng 6 năm 1939) - Antonín Křišťál (tháng 6 năm 1939 – tháng 1 năm 1940) - Karel Böhm (tháng 1 năm 1940 – tháng 5 năm 1941) - Evžen Šenovský (tháng 5 năm 1941 – tháng 8 năm 1941) - Antonín Rumler (tháng 8 năm 1941 – tháng 8 năm 1942) - Václav Horák (tháng 9 năm 1942 – tháng 8 năm 1943) - František Jurek (tháng 8 năm 1943 – tháng 8 năm 1945) - František Bělík (tháng 9 năm 1945 – tháng 2 năm 1946) - František Kuchta (tháng 2 năm 1946 – tháng 6 năm 1946) - Josef Kuchynka (tháng 6 năm 1946 – tháng 3 năm 1948) - Jan Gavač (tháng 3 năm 1948 – tháng 5 năm 1948) - Václav Horák (tháng 5 năm 1948 – tháng 1 năm 1949) - Miroslav Bartoš (tháng 1 năm 1949 – tháng 10 năm 1949) - František Bičiště (tháng 10 năm 1949 – tháng 9 năm 1950) - Jaroslav Šimonek (tháng 9 năm 1950 – tháng 9 năm 1951) - Rudolf Vytlačil (tháng 3 năm 1951 – tháng 1 năm 1952) - Bedřich Šafl (tháng 2 năm 1952 – tháng 11 năm 1952) - Jaroslav Šimonek (tháng 12 năm 1952 – tháng 2 năm 1956) - František Szedlacsek (tháng 2 năm 1956 – tháng 4 năm 1957) | - Antonín Honál (tháng 4 năm 1957 – tháng 5 năm 1957) - František Bičiště (tháng 6 năm 1957 – tháng 6 năm 1958) - Jaroslav Vejvoda (tháng 7 năm 1958 – tháng 7 năm 1960) - František Bufka (tháng 8 năm 1960 – tháng 12 năm 1964) - Zdeněk Šajer (tháng 1 năm 1965 – tháng 12 năm 1965) - František Bičiště (tháng 1 năm 1966 – tháng 6 năm 1966) - Jiří Křižák (tháng 7 năm 1966 – tháng 12 năm 1966) - Jozef Čurgaly (tháng 1 năm 1967 – tháng 7 năm 1967) - Oldřich Šubrt (tháng 7 năm 1967 – tháng 8 năm 1969) - Jiří Rubáš (tháng 8 năm 1969 – tháng 6 năm 1970) - František Ipser (tháng 7 năm 1970 – tháng 8 năm 1971) - Zdeněk Stanco (tháng 8 năm 1971 – tháng 12 năm 1971) - Karol Bučko (tháng 1 năm 1972 – tháng 8 năm 1972) - František Šindelář (tháng 8 năm 1972 – tháng 10 năm 1972) - Tomáš Pospíchal (tháng 10 năm 1972 – tháng 12 năm 1975) - Jiří Rubáš (tháng 1 năm 1976 – tháng 12 năm 1977) - Evžen Hadamczik (tháng 1 năm 1978 – tháng 6 năm 1983) - Stanislav Jarábek (tháng 7 năm 1983 – tháng 6 năm 1984) - Josef Kolečko (tháng 7 năm 1984 – tháng 6 năm 1986) - Milan Máčala (tháng 7 năm 1986 – tháng 6 năm 1990) - Jaroslav Gürtler (tháng 7 năm 1990 – tháng 6 năm 1992) - Ivan Kopecký (tháng 7 năm 1992 – tháng 11 năm 1992) - Jaroslav Janoš (Nov 1992 – tháng 12 năm 1992) - Verner Lička (Dec 1992 – tháng 4 năm 1995) - Jaroslav Janoš (tháng 4 năm 1995 – tháng 6 năm 1995) - Ján Zachar (tháng 7 năm 1995) - Jaroslav Jánoš (tháng 7 năm 1995 – tháng 8 năm 1995) - Ján Zachar (tháng 9 năm 1995 – tháng 7 năm 1996) | - Petr Uličný (tháng 7 năm 1996 – tháng 9 năm 1997) - Verner Lička (tháng 9 năm 1997 – tháng 3 năm 2000) - Rostislav Vojáček (tháng 3 năm 2000 – tháng 6 năm 2000) - Milan Bokša (tháng 7 năm 2000 – tháng 11 năm 2000) - Jaroslav Gürtler (tháng 11 năm 2000 – tháng 4 năm 2001) - Verner Lička (tháng 5 năm 2001) - Jozef Jarabinský (tháng 6 năm 2001 – tháng 5 năm 2002) - Erich Cviertna (tháng 6 năm 2002 – tháng 4 năm 2003) - Pavel Vrba (tháng 5 năm 2003) - František Komňacký (tháng 6 năm 2003 – tháng 10 năm 2004) - Jozef Jarabinský (tháng 10 năm 2004 – tháng 8 năm 2005) - Pavel Hapal (tháng 8 năm 2005 – tháng 6 năm 2006) - Karel Večeřa (tháng 7 năm 2006 – tháng 4 năm 2009) - Verner Lička (interim) (tháng 4 năm 2009 – tháng 6 năm 2009) - Miroslav Koubek (tháng 6 năm 2009 – tháng 10 năm 2010) - Verner Lička (tháng 10 năm 2010 – tháng 11 năm 2010) - Karol Marko (tháng 11 năm 2010 – tháng 7 năm 2011) - Pavel Malura (tháng 7 năm 2011 – tháng 3 năm 2012) - Radoslav Látal (tháng 3 năm 2012 – tháng 10 năm 2012) - Martin Pulpit (tháng 10 năm 2012 – tháng 5 năm 2013) - Martin Svědík (tháng 5 năm 2013 – tháng 12 năm 2013) - František Komňacký (tháng 12 năm 2013 – tháng 4 năm 2014) - Tomáš Bernady (tháng 4 năm 2014 – tháng 12 năm 2014) - Petr Frňka (tháng 12 năm 2014 – tháng 6 năm 2015) - Radomír Korytář (tháng 6 năm 2015 – tháng 1 năm 2016) - Vlastimil Petržela (tháng 1 năm 2016 – tháng 5 năm 2017) - Radim Kučera (tháng 6 năm 2017 – tháng 3 năm 2018) - Bohumil Páník (tháng 3 năm 2018 – tháng 12 năm 2019) - Luboš Kozel (tháng 12 năm 2019 – tháng 2 năm 2021) - Ondřej Smetana (tháng 2 năm 2021 –) |

## Danh hiệu

### Nội địa
Giải bóng đá vô địch quốc gia Tiệp Khắc / Giải bóng đá vô địch quốc gia Séc
- Vô địch: 1975–76, 1979–80, 1980–81, 2003–04
- Á quân (6): 1954, 1978–79, 1981–82, 1982–83, 1988–89, 1989–90

Cúp bóng đá Tiệp Khắc/Cúp bóng đá Séc
- Vô địch: 1972–73, 1977–78, 1990–91, 2004–05
- Á quân: 1978–79, 2003–04, 2005–06

### Cúp châu Âu
Cúp Mitropa
- Vô địch: 1988–89

Siêu cúp Mitropa
- Vô địch: 1989

Cúp C1
- Vòng tứ kết: 1980–81

Cup Winners' Cup
- Vòng bán kết: 1978–79

Cúp UEFA
- Vòng tứ kết: 1974–75